# Niżnije Ługi
Niżnije Ługi (ros. Нижние Луги) – wieś (ros. деревня, trb. dieriewnia) w zachodniej Rosji, w osiedlu wiejskim Zaborjewskoje rejonu diemidowskiego w obwodzie smoleńskim.

## Geografia
Miejscowość położona jest przy drodze regionalnej 66N-0514 (66N-0508/Bieleńkije – Wierchnije Ługi), 6 km od drogi regionalnej 66N-0508 (Zaborje – 66N-0506/Anosinki), 9 km od drogi regionalnej 66K-11 (R120/Olsza – Wieliż – granica z obwodem pskowskim), 7 km od centrum administracyjnego osiedla wiejskiego (Zaborje), 20 km od centrum administracyjnego rejonu (Diemidow), 82 km od stolicy obwodu (Smoleńsk), 34,5 km od granicy z Białorusią.
W granicach miejscowości znajdują się ulice: Bieriegowaja, pierieułok Jużnyj, Mołodiożnaja, pierieułok Zaprudnyj, Zaprudnaja.

## Demografia
W 2010 r. miejscowość zamieszkiwało 81 osób.

## Historia
W czasie II wojny światowej od lipca 1941 roku dieriewnia była okupowana przez hitlerowców. Wyzwolenie nastąpiło we wrześniu 1943 roku.